# Hazeldine (Band)
Hazeldine war eine US-amerikanische Alternative-Country-Band aus Albuquerque, New Mexico. Die Mitglieder waren Shawn Barton (Gesang, Gitarre), Tonya Lamm (Gitarre, Gesang), Anne Tkach (Bass, Schlagzeug) und Jeffrey Richards (Gitarre, Banjo). Sie waren in Europa, besonders in Deutschland, weitaus populärer als in ihrer Heimat. Ihre Alben erschienen auf dem deutschen Independent-Label Glitterhouse. Im Zuge des Alternative Country-Booms Ende der 1990er Jahre hatten sie kurzzeitig einen Vertrag mit dem Major-Label Polydor, der jedoch vorrangig an geschäftlichen Veränderungen in der Musikindustrie scheiterte, bei dem die Plattenfirma von der Universal Music Group „geschluckt“ wurde.

## Diskografie
- How Bees Fly (Glitterhouse, 1997)
- Digging You Up (Polydor, 1998)
- Double Back (Glitterhouse, 2001)
- Orphans (Glitterhouse, 2002)